# 키이스트의 음반 목록
이 부분의 목록은 키이스트에서 발표한 음반의 목록이다.

## 2010년대
- 2011년 5월 31일 김현중 - [Digtal Singie]  제발 (Please)[1]
- 2011년 6월 7일 김현중 - Break Down
- 2011년 10월 11일 김현중 - Lucky[2]
- 2011년 12월 15일 김현중 - Marry Me
- 2012년 3월 13일 김수현 - 해를 품은 달 OST Part.6
- 2012년 3월 14일 김수현 - [Digital Single] 또 다른 길
- 2012년 4월 2일 김현중 - 결혼의 꼼수 OST Part.2[3]
- 2013년 3월 22일 홍진영 - [Digtal Singie]  부기맨
- 2013년 6월 6일 김현중 - 나 살아있는 건
- 2013년 6월 21일 이현우 - 은밀하게 위대하게 OST `청춘예찬`
- 2013년 7월 18일 김현중 - [Digtal Singie] Unbreakable[4]
- 2013년 7월 22일 김현중 - ROUND 3
- 2014년 2월 19일 김수현 - 별에서 온 그대 OST Part.8
- 2014년 3월 13일 김수현 - 별에서 온 그대 OST Special
- 2014년 4월 2일 김현중 - 감격시대 : 투신의 탄생 OST Part.2
- 2014년 5월 14일 박서준 - 마녀의 연애 OST Part.3
- 2014년 7월 4일 김현중 - [Digtal Singie] HIS HABIT
- 2014년 7월 11일 김현중 -TIMING
- 2015년 2월 17일 박서준 - 킬미힐미 OST Part.5
- 2015년 11월 6일 박서준 - 그녀는 예뻤다 OST Part.6
- 2016년 1월 5일 이현우 - [Digital Single] 니 얼굴[5]
- 2016년 2월 12일 이현우 - [Digital Single] Feel So Good
- 2016년 2월 15일 이현우 - 무림학교 OST Part.3
- 2017년 11월 29일 김현중 - HAZE
- 2017년 12월 26일 엄정화 - The Cloud Dream Of the Nine
- 2018년 2월 19일 이현우 - [Digital Single] 스물여섯
- 2018년 7월 30일 구하라 - [Japan Digtal Singie] WILD
- 2019년 2월 7일 김현중 - NEW WAY
- 2019년 3월 5일 달수빈 - [Digital Single] 케첩
- 2019년 8월 10일 김현중 - [Digtal Single] 솔트